# Tylophora oligophylla
Tylophora oligophylla là một loài thực vật có hoa trong họ La bố ma. Loài này được (Tsiang) M.G. Gilbert, W.D. Stevens & P.T. Li miêu tả khoa học đầu tiên năm 1995.